# Zörbig
Zörbig er en by i Landkreis Anhalt-Bitterfeld i den sydlige del af den tyske delstat Sachsen-Anhalt, beliggende mellem Bitterfeld-Wolfen og landkreisens administrationsby, Köthen (Anhalt).

## Bydele og landsbyer
| - Cösitz - Priesdorf - Göttnitz - Großzöberitz - Löberitz - Löbersdorf | - Mößlitz - Prussendorf - Quetzdölsdorf - Rieda - Salzfurtkapelle - Schrenz | - Spören - Stumsdorf - Wadendorf - Werben - Zörbig |